# Ernest Vander Linden
Ernest Jean Joseph Vander Linden, né le 4 mars 1886 à Ixelles et mort le 13 août 1974 à Bridel, est le premier banquier privé au Luxembourg.

## Biographie
Au début, il faisait ses activités sous le nom « Bankgeschäft E. Vander Linden », respectivement « Banque E. Vander Linden » . La banque se situait à côté de la place Aldringen à l'intersection Boulevard Royal / Avenue Monterey.
Ernest Vander Linden était également agent général de deux compagnies d’assurances pour le Grand-Duché de Luxembourg.
Le 1er août 1907 Ernest Vander Linden a reçu son agrément d’agent général pour le Grand-Duché de Luxembourg pour la Compagnie d'assurances sur la vie « Le Kosmos» ,,.
Le 23 avril 1908 Ernest Vander Linden a reçu son agrément d’ agent général pour le Grand-Duché de Luxembourg pour la Compagnie de Bruxelles pour l'assurance à primes contre l'incendie ,.
En juillet 1919, est né à Bruxelles de la fusion du Bankgeschäft E. Vander Linden avec le Crédit central du Brabant, la Banque Belgo-Luxembourgeoise S.A. .
Le siège était à Bruxelles, d’abord au 22, rue d'Arlon, et plus tard au 3, Boulevard Anspach. Les activités luxembourgeoises étaient exercées en tant que succursale ,,.
Il fut nommé agent consulaire de la Belgique à Luxembourg le 5 octobre 1919 ,. Le 30 mars 1920 il est promu au grade de vice-consul et l’exequatur lui fut remis le 20 avril 1920 .
Il a adjugé le 10 février 1921 à la vente aux enchères la villa de la famille Saur-Koch, située au Nr. 20 du Boulevard Royal, pour le prix de 195.000 Francs  et s'est y installé avec sa famille. Plus tard, l’Hotel Rix y a été établi.
Fin 1923 la partie luxembourgeoise de la Banque Belgo-Luxembourgeoise S.A. est rachetée par la BGL et la partie belge par la Société Générale de Belgique, société-mère de la BGL ,.
Ernest Vander Lindern a alors continué ses activités bancaires sous la dénomination « Centrale d'achat et de vente des valeurs luxembourgeoises non cotées en Bourse » respectivement « An- und Verkaufszentrale für luxemburger Wertpapiere ohne Börsennotiz » .
Le 10 novembre 1924 il est promu au grade de Consul de la Belgique au Luxembourg et l’exequatur lui fut remis le 10 janvier 1925 . Il assuma cette fonction jusqu’au 15 octobre 1926.
Il fut le premier consul honoraire de la Tchécoslovaquie au Luxembourg, nommé le 23 décembre 1923 et l’exequatur lui fut remis le 20 mai 1924 . Il assuma cette fonction jusqu’en 1928.
Ernest Vander Linden était parmi les premières personnes agrées, le 1er février 1929, à traiter des opérations à la Bourse de Luxembourg nouvellement créée ,,.
En avril 1929, il a été élu dans la Commission de la Bourse ,, début 1930 il a démissionné de cette fonction .
Ernest Vander Linden était marié avec Adolphine Funck (22 juin 1889 - 13 mai 1982), la nièce de Pierre Funck et la cousine de Karl et de Paul Bonatz, et le couple eut 3 enfants. Il est inhumé au cimetière Notre-Dame au Limpertsberg.

## Distinctions
- Chevalier de l'ordre de la Couronne par arrêté royal du 15 octobre 1926.
- Chevalier de l'ordre de Léopold par arrêté royal du 26 novembre 1930.